# Kensin-rjú karate
A Kensin-rjú egy japán karateiskola, Hajasi Teruo (1924., Nara – 2004. szeptember 24., Oszaka), japán harcművész alapította az 1960-as években.

## Kensin-rjú kobudó
A stílust, melyet Teruo Hajasi szenszej alapított a hatvanas években, nem azonos más kensin-rjú elnevezésű stílusokkal (például budzsucu-kai kensin-rjú). Hazánkban a hajasi-ha sitó-rjú karate követői gyakorolják.
Szoke Hajasi több mint 10 évig volt a WKF elődjének, a WUKO-nak a technikai igazgatója. Nyugdíjazásáig a WKF bírói bizottságának elnöke.
A 10. dan fokozatot 1995-ben kapta a Japán Karate Szövetségtől (JKF). Igazgatója az Oszaka Prefektúra Karate Szövetségnek. A FAJKO (Federation of all Japan Karate-do Organizations) elnöke, és évekig a legmagasabb fokozatú bírája volt.

## Hajasi mester életútja
Hajasi nagymester 1924-ben a Honsú szigetén lévő Nara városában (Japán régi fővárosa) született. 14 évesen dzsúdóval kezdett foglalkozni, amiből 3. dan fokozatot szerzett. 25 évesen, a háború után kezdett gódzsú-rjú karatét tanulni Szeiko Higa mestertől (Szeiko Higa Csojdzsun Mijagi és Kanrjó Higaonna mesterek tanítványa volt).
Egész életében egyik mesterétől, Kenva Mabunitól, a sitó-rjú megalapítójától tanult lelkesedéssel tökéletesítette karatetudását. Az általa alapított iskola 50 évi kutatás, tapasztalat és számos aprólékosan megfigyelt okinavai, japán, karate és más harcművészeti iskolában látottak csiszolásának eredménye. Oszakában kezdődött, ami a sitó-rjú születésének helyszíne. Itt Hajasi nagymester Koszei Kunibánál (Okinaván Kokubának ejtik) tanult, aki a sitó-rjú iskola megalapítójának, Kenva Mabuninak rangidős tanítványa volt. Hajasi tanult Kenva Mabuninál is, de mindennapi edzéseit Kunibától kapta. Ez az időszak azonban nem tartott sokáig, mivel az ifjú Hajasi kinőtte az Oszaka kínálta lehetőségeket. Bizonyára sok katát kellett volna még megtanulni és sok technika várt volna még tökéletesítésre, de az ifjú harcos új kihívásokra vágyott. Ismeretlen ellenfelekkel akart kumitézni (ne feledjük, hogy akkoriban még nem rendeztek versenyeket karatéban). Ismerte a karate történelmét. Tudta, hogy a karate Okinaváról származik, az ő tanára is onnan jött, ezért úgy döntött, neki is oda kell mennie. Mestere engedélyével Hajasi Teruo, az ifjú harcos elindult, hogy megnézze, mit tudnak az ellenfelek, de leginkább azt, hogy mit tud ő maga.
Szoke Hajasi a dódzsó-keresésnek egy különleges, a mai ember számára talán őrültségnek tűnő módját, a dódzsó jaburit választotta. Besétált egy dódzsóba, és kihívta a szenszejt egy küzdelemre. Ez természetesen sértés volt a dódzsó minden tagjára nézve, és mindenki kötelességének érezte, hogy megleckéztesse a szemtelen jövevényt, mielőtt szeretett és tisztelt mestere leereszkedne a feltörekvő senkiházival küzdeni. Dódzsó jaburinak (kihívás) hívták ezt a szokást, amit napjainkban már nem gyakorolnak, Hajasi fiatalkorában viszont még gyakori szokás volt. Menete egyszerű, a kihívónak a legalacsonyabb fokozatú tanítványtól kellett haladnia, majd jöhetett a következő, egészen addig, amíg le nem győzték, vagy el nem jutott a szenpaj-ig (első számú tanítvány). Csak az ő legyőzése után nyerte el a jogot arra, hogy kihívja a szenszejt magát. Erőfeszítései jutalmaként ehhez a küzdelemhez az időpontot és a helyszínt a kihívó választhatta meg.
Hajasi nagymester hírhedtté vált erről a szokásáról és nagyon jó eredményeket ért el kumitében. Annyira jókat, hogy egy idő után sok dódzsó visszautasította kihívásait. Természetesen nem mindegyik. Azokban a dódzsókban pedig, ahol legyőzték – és ilyen is volt – megkérte, hogy maradhasson és edzhessen. Azoktól akart tanulni, akik őt le tudták győzni. Ezzel a módszerrel Hajasi nem csak tudást, de tiszteletet is kapott az okinavai karatésoktól.
Állhatatos munkájának eredményeként Hajasi nagyon sok tapasztalatot gyűjtött össze okinavai évei alatt. Két mestere volt Okinaván, Nagamine Szosin és Nakajima Kejko. Nagamine szenszejtől kapta a suri és tomari katák ismeretét. Ezek a katagyakorlatok a hosszú egyenes állásokra, és az állások közötti villámgyors mozdulatokra fektetik a hangsúlyt. Nagamine mester volt az is, akitől Hajasi a fehér daru stílus katagyakorlatát, a hakkakut tanulta.
Nakajima sensei volt, aki Hajasinak egy addig ismeretlen, családi stílust, a rjuej-rjút tanította (innen ered a kensin-rjú név, mely ezen jelek másik olvasata). Ez egy Kínából származó déli-tigris stílus volt, ami Hajasi Okinavára érkezése előtt négy generációval került a szigetre. Az idegennek egy teljes évig kellett bizonyítania a nagytiszteletű Nakajima mester előtt, hogy érdemes arra, hogy az addig titkos, csak családi körben tanított stílust tanulhassa. Ezután ő lett az iskola első olyan tanítványa, aki nem közvetlen családtag. Később Hajasi nagyon sok rjuej-rjú elemet épített be saját szisztémájába. Visszatérve Japánba, Hajasi folytatta tanulmányait mesterénél, Kuniba szenszejnél. Sitó-rjú tudásának zömét tőle tanulta. Ezek azok a naha katák, amiket a hajasi-ha sito-rjú ma is tanít. Hajasi volt Kuniba mester első számú tanítványa, ezért Kuniba szenszej a halálos ágyán őt kérte meg, hogy vezesse tovább az iskoláját, míg kisebbik fia, Sogo el nem éri a vezetéshez szükséges életkort és érettséget. Eleget téve Kuniba szenszej kívánságának, Hajasi lett az elnöke a Szejsin-kaj-nak 1970-ig, amikor átadta az irányítást a jogos örökösnek, Sogo Kunibának, és megalapította saját stílusát, a hajasi-ha sitó-rjút.
Hajasi nagymester 2004. szeptember 24-én Oszakában hunyt el. Az általa alapított stílust a világon mindenhol ismerik és elismerik.

## A magyar szervezet
Weblap